# Абдулла Салех аль-Ашталь
Абдулла Салех аль-Ашталь (Abdullah Saleh Al-Ashtal; 1938 – 26 серпня 2004) — єменський дипломат, постійний представник Ємену при ООН в Нью-Йорці, перебував на посаді майже 30 років.
29 травня 1973, Аль-Ашталь був призначений Постійним представником Південного Ємену в ООН. В березні 1990, призначаєтся на посаду голови ООН. Після об'єднання Південного та Північного Ємену в 22 May 1990, аль-Ашталь продовжує представляти об'єднаний Ємен в ООН. В грудні 1990 знову обираєтся головою ради безпеки. аль-Ашталь був послом Ємену до ООН до липня 2002.
Після його смерті офіційні представники уряду Ємена заявили, що вони неодноразово пропонували Аль-Ашталю вищі посади в уряді, включаючи міністра закордонних справ, але він завжди відмовлявся та відповідав що краще залишитись в ООН. аль-Ашталь помер від раку легенів в Нью-Йорці.

## References
- "Al-Ashtal, former ambassador to UN dies", Yemen Times, 5 May 2004